# Міністерство легкої промисловості Української РСР
Міністерство легкої промисловості Української РСР — союзно-республіканське міністерство, входило до системи органів легкої промисловості СРСР і підлягало в своїй діяльності Раді Міністрів УРСР і Міністерству легкої промисловості СРСР.

## Історія
Створене з Народного комісаріату легкої промисловості УРСР у березні 1946 року у зв'язку з переформуванням наркоматів. У 1953 році мало назву Міністерство легкої і харчової промисловості Української РСР. З жовтня 1953 по жовтень 1955 року існувало під назвою Міністерство промисловості товарів широкого вжитку УРСР. З 12 жовтня 1955 по 1957 рік знову називалося Міністерство легкої промисловості УРСР. 31 травня 1957 року ліквідоване. Знову утворене 23 жовтня 1965 року.

## Народні комісари легкої промисловості УРСР
- Ряппо Ян Петрович (1932—1934)
- Сухомлин Кирило Васильович (1934—1934)

- Алексєєв Микита Олексійович (1936—1937)
- Міма Федір Гаврилович (1937—1938)
- Кириченко Микита Іванович (1938—1939)
- Сєнін Іван Семенович (1939—1940)
- Гуторов Михайло Капітонович (1940—1946)

## Міністри легкої промисловості УРСР
- Гуторов Михайло Капітонович (1946—1949)
- Косько Костянтин Григорович (1949—1952)
- Єсипенко Іван Іванович (1952—1953)

## Міністри легкої і харчової промисловості УРСР
- Рудницький Петро Васильович (1953—1953)

## Міністри промисловості товарів широкого вжитку УРСР
- Єсипенко Іван Іванович (1953—1955)

## Міністри легкої промисловості УРСР
- Пастушок Микола Костянтинович (1955—1956)
- Костенко Дмитро Григорович (1956—1957)

- Іванов Микола Максимович (1965—1972)
- Касьяненко Олег Якович (1972—1987)
- Нікітенко Григорій Григорович (1987—1991)